# Auditorium Rai di Torino
L'Auditorium Rai di Torino "Arturo Toscanini" è una struttura della Rai, nel capoluogo piemontese. Costruito alla fine dell'Ottocento per ospitare rappresentazioni equestri, è stato radicalmente ristrutturato più volte nel corso del Novecento.
Dal 1952 è sede dell'Orchestra Rai di Torino e dal 1993 dell'unificata Orchestra Sinfonica Nazionale della Rai e ospita regolari stagioni sinfoniche ed eventi concertistici di alto livello. La struttura è dotata di coro, un'ampia platea, di una galleria e una balconata disposti a ferro di cavallo, per una capienza totale di 1.616 spettatori.

## Storia
L'attuale struttura sorge nel 1856 come "Regio Ippodromo Vittorio Emanuele II", appena al di fuori della cinta fortificata, a breve distanza dall'isolato che ospita tuttora il Teatro Regio, l'Archivio di Stato, l'Armeria Reale e dalle vicine scuderie del Regio Maneggio di via Verdi, allora nota come via della Zecca. La struttura fu realizzata su volere della famiglia reale per dotare la città di un luogo per le rappresentazioni equestri e circensi, nonché come luogo di esercitazione collegato alle vicine scuderie reali.
Il Teatro Vittorio Emanuele, come fu successivamente nominato, poteva contenere ben 4.500 spettatori distribuiti tra la sala centrale e le due gallerie circostanti e fu progettato dall'architetto Gaetano Bertolotti: fu il centro della vita mondana della borghesia ottocentesca torinese e oltre a ospitare rappresentazioni equestri, fu anche luogo di manifestazioni atletiche e acrobatiche.

Venne inaugurato il 7 febbraio 1859 con la prima assoluta di Isabella d'Aragona di Carlo Pedrotti con Antonietta Fricci.
Nel 1861 avvenne la prima assoluta di La locandiera di Emilio Usiglio.
Nel 1872 il teatro ospitò una prima stagione di concerti diretti dal maestro Pedrotti, che videro la sua consacrazione ad una vocazione prevalentemente concertistica. Torino divenne infatti la prima città italiana ad organizzare regolari stagioni sinfoniche tenute da un'orchestra stabile, tra cui vi è il giovane violoncellista Arturo Toscanini, destinato a diventare il noto, grandissimo musicista. Fu proprio lui a contribuire alla creazione della futura Orchestra Sinfonica Nazionale, al tempo nota come Orchestra Municipale.

Nel 1876 avvenne la prima assoluta di Il fior d'Arlem di Friedrich von Flotow.
Al principio del Novecento la struttura necessitò di restauri e, nel 1901, l'ingegner Antonio Vandone di Cortemilia si occupò della sua ristrutturazione, dotando l'edificio di un foyer più ampio, vari locali di servizio ed una nuova copertura dell'intera sala. Ad opera sua saranno anche i successivi interventi del 1910 e la grande ristrutturazione del 1926 che si prolungò per ben due anni, dotando il palcoscenico di nuovi congegni meccanici e migliorando la visibilità.

Nel 1902 avviene la prima assoluta di Consuelo di Alfonso Rendano, nel 1904 di Aretusa di Riccardo Casalaina e del successo di Risurrezione di Franco Alfano diretta da Tullio Serafin, nel 1905 di Giovanni Gallurese di Italo Montemezzi e di Danze piemontesi sopra temi popolari di Leone Sinigaglia dirette da Toscanini, nel 1906 Velda di Leopoldo Cassone con Angelo Gamba ed Il Battista di Giocondo Fino, nel 1914 Sinfonia del fuoco di Ildebrando Pizzetti diretta da Manlio Mazza, nel 1927 La fata Malerba di Vittorio Gui con Conchita Supervia e Francesco Dominici, nel 1929 Via Crucis D. N. Iesu Christi di Fino, nel 1938 Cleopatra di Armando La Rosa Parodi e nel 1940 Basta con gli uomini! di Giancarlo Colombini.

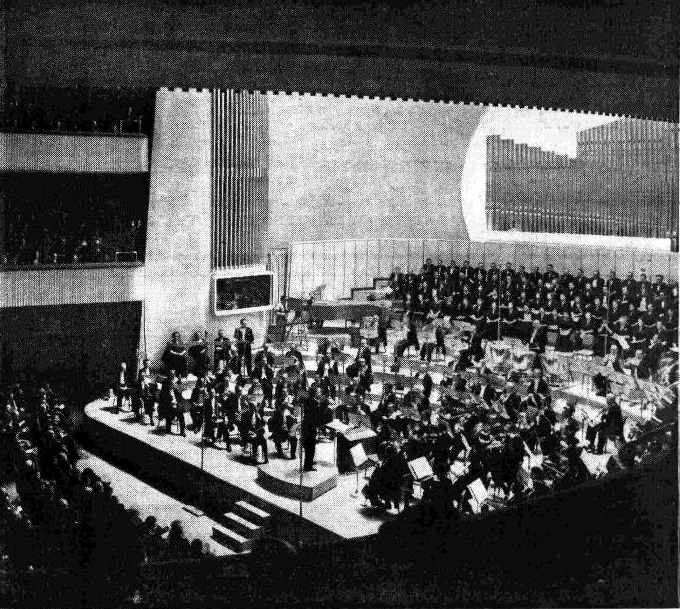
Il concerto inaugurale del 1952

In seguito alla perdita del vicino Teatro di Torino a causa dei bombardamenti del 1942, l'Orchestra Sinfonica Nazionale si trovò orfana della propria sede.
 La RAI, quindi, acquistò il Teatro Vittorio nel 1952 affidando il progetto di ristrutturazione ad Aldo Morbelli, che coordinò un gruppo di architetti, tra cui Carlo Mollino, autore della successiva ricostruzione del Teatro Regio. Le nuove esigenze portarono ad ampliare l'ingresso e la biglietteria, mentre per la sala si migliorò l'acustica, la visibilità del palcoscenico e del boccascena, allargandolo di quasi sei metri. Si dotò la sala anche di un completo impianto di registrazione audio/video e si posizionò il grande organo a canne sul fondo della scena.
 
Il nuovo Auditorium Rai venne inaugurato il 16 dicembre del 1952 con un concerto diretto dal maestro Mario Rossi con una selezione di brani di Stravinskij, Mozart, Rossini e Beethoven.
Nel 2005 la sala è stata nuovamente oggetto di una ristrutturazione, inaugurata il 19 gennaio 2006 con la Sinfonia n. 2 di Gustav Mahler, diretta dal maestro Rafael Frühbeck de Burgos e interpretata dal soprano Elizabeth Norberg-Schultz. L'Auditorium Rai continua a essere sede di stagioni sinfoniche di riferimento per il panorama culturale locale e nazionale, nonché luogo di registrazione o di presa diretta di sinfonie e concerti trasmessi dai canali radio della RAI.
Nel 2007, in occasione del cinquantesimo anniversario dalla scomparsa, l'auditorium è stato intitolato alla memoria di Arturo Toscanini.
Nel 2019 l'auditorium è stato nuovamente ristrutturato e aggiornato, interessando prevalentemente l'area della platea e il foyer, in cui è stato installato un nuovo sistema d'illuminazione.

## Caratteristiche

### Esterno
La struttura è caratterizzata da una sobria facciata bicolore con la parte sommitale in pietra chiara e il basamento rivestito in pietra scura, con ingressi laterali su via Rossini e quello principale sul piazzale antistante. 
Delle grandi finestre quadrangolari scandiscono la parte superiore che si innalza per tre piani al di sopra della copertura aggettante che reca la scritta "AUDITORIUM RAI".

### Interni
Il foyer è ampio ma sobrio e si sviluppa rettangolarmente, accanto alla sala, da cui si accede dalle porte laterali e da quelle retrostanti, sul lato sinistro dell'edificio. 
La sala emiciclica è caratterizzata dalla forma a ferro di cavallo con un'ampia platea di poltrone in velluto rosso e due ordini di palchi; il primo ordine ospitava anche due postazioni di videoripresa aggettanti rispetto al limitare del parapetto, che tuttavia sono state rimosse nell'ultima ristrutturazione del 2019.  
Il boccascena ospita il golfo mistico che risulta ribassato rispetto al piano del palcoscenico, sulla cui parete di fondo trova posto il coro, posizionato su cinque file, e l'organo a canne.

### L'organo a canne
Il grande organo da concerto venne realizzato dalla ditta organaria Tamburini nel 1953 e dotato di una consolle a 4 tastiere collegata con una trasmissione elettrica ai corpi sonori. In concomitanza con i recenti lavori di ristrutturazione, lo strumento è stato integralmente smontato, quindi restaurato nel 2005 dalla ditta Ruffatti (Albignasego, PD): tuttavia, al termine dell'intervento non è più stato possibile ricollocarlo, in quanto la ristrutturazione architettonica dei locali ha ridotto lo spazio a disposizione, ingombrandolo con tubazioni dell'aria condizionata.
 Il restauratore Ruffatti aveva fatto presente per tempo le esigenze degli ingombri, ma i lavori non ne hanno tenuto conto, e la dirigenza RAI ha disposto che venissero rimontate solo le canne mute di facciata che continuano a campeggiare con una funzione esclusivamente scenografica. Il resto dell'organo giace smontato in un magazzino.